# Adolfus alleni
Adolfus alleni là một loài thằn lằn trong họ Lacertidae. Loài này được Barbour mô tả khoa học đầu tiên năm 1914.